# لاورينسي توماس
لاورينسي توماس (بالإنجليزية: Lawrence Thomas)‏ (9 مايو 1992 بسيدني في أستراليا - ) هو لاعب كرة قدم أسترالي في مركز حراسة المرمى. شارك مع منتخب أستراليا تحت 17 سنة لكرة القدم ومنتخب أستراليا تحت 20 سنة لكرة القدم. أما مع النوادي، فقد لعب مع شيفيلد يونايتد وBankstown City FC ‏ وBentleigh Greens SC ‏.

## وصلات خارجية
- لاورينسي توماس على موقع قاعدة بيانات كرة القدم.إي يو (الإنجليزية)
- لاورينسي توماس على موقع Soccerway.com (الإنجليزية)